# Renca
Renca é uma das 32 comunas que compõem a cidade de Santiago, capital do Chile.
A comuna limita-se: a norte com Quilicura; a nordeste com Conchalí e Independencia; sul com Quinta Normal e Cerro Navia; a oeste com Pudahuel.